# Кипнис, Борис Григорьевич
Бори́с Григо́рьевич Ки́пнис (род. 30 июля 1953, пос. Удельная, Московская область, РСФСР, СССР) — российский военный историк и общественный деятель. Участник военно-исторического движения «Российское военно-историческое общество». Один из авторов энциклопедии «Три века Санкт-Петербурга».

## Биография
Родился 30 июля 1953 года в посёлке Удельная Московской области в семье участника Великой Отечественной войны Григория Моисеевича Кипниса. Дед — кавалер солдатского Георгиевского Креста за участие в Первой мировой войне. В возрасте трёх месяцев вместе с семьёй был перевезён в Ленинград, где до войны жили его родители и их предки.
Через некоторое время семья переехала в Старую Деревню, тогда ещё промышленный район Ленинграда, где стала жить в небольшом доме на несколько семей, где и прошло его детство.
В 1970 году пытался поступить в Ленинградский горный институт, по собственному признанию, из-за желания путешествовать. Но после неудачной сдачи вступительных экзаменов был призван в Ракетные войска стратегического назначения СССР.
Завершив срочную службу в рядах вооружённых сил СССР, поступил на исторический факультет Ленинградского государственного педагогического института имени А. И. Герцена.
После окончания института работал учителем истории в различных средних школах Санкт-Петербурга, в том числе в 610-й классической гимназии. В начале 1980-х годов стал сотрудником Государственного мемориального музея А. В. Суворова, где, по собственным словам, «впервые соприкоснулся с настоящей историей».
В 1994 года — преподаватель, затем старший преподаватель кафедры истории Санкт-Петербургского государственного университета культуры и искусств.

## Общественная деятельность

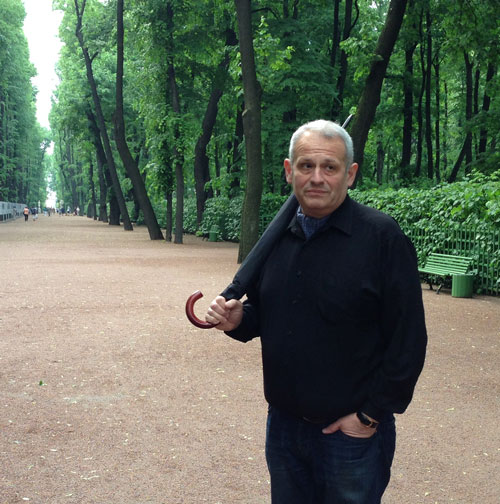
Борис Григорьевич на лекции-прогулке в Летнем саду

С середины 2000-х годов постоянно читает публичные лекции в различных учреждениях — арт-кафе «Подвалъ бродячей собаки», Центральной городской публичной библиотеке имени В. В. Маяковского, различных арт-пространствах.
Консультант реконструкций военно-исторических событий Отечественной истории, частый гость теле- и радиопередач (в частности, на радиостанции «Эхо Москвы»), участник актуальных исторических дискуссий.
С конца 2013 года в цикле публичных лекций раскрывает своё исследование истории, символики и смысла ордена св. Великомученика Георгия Победоносца, а также работает над созданием научно-популярного фильма на эту тематику.
С середины 2014 года читает цикл публичных лекций по истории России от возникновения протогосударства из кочевых племён северной Индии, стремясь дать обзор всей Отечественной истории до сегодняшнего дня.

### Общественные проекты
С 2011 года в качестве научного консультанта сотрудничает с «Центром роговой музыки», по результатам чего был выпущен музыкальный компакт-диск «Трубы победы», «Гимны России». Также как научный консультант способствовал разработке сценической программы «Трубы Победы» по репертуару 1812—1814 годов.
Был ведущим выступлений в фестивале «Трубы Победы», приуроченном к 200-летию Бородинского сражения в Малом зале Санкт-Петербургской государственной академической филармонии, Государственной певческой Капелле Санкт-Петербурга, большом концертном зале «Октябрьский» в сентябре — декабре 2012 года. Помогал составлять индивидуальные и совместные программы для хора Сретенского монастыря: «Романовы»; «Крым»; «Пасхальный концерт».
С 2010 года создавал циклы исторических встреч в культурно-досуговых заведениях Петербурга. На основе цикла лекций об истории России выпущен ряд видеокниг по данной тематике. Работает над созданием книги о времени и личности Наполеона Бонапарта. Также в 2017 году начала выходить его серия исторических книг для детей и подростков.

## Научные труды

### Монографии
- Непобедимый. Жизнь и сражения Александра Суворова. — СПб.: Питер, 2022. — 624 с. ISBN 978-5-4461-1284-5.
- Славный год. — М.: Издательский дом Тион, 2023. — 424 с. ISBN 978-5-6048407-6-4.

### Три века Санкт-Петербурга. Энциклопедия
- Гвардия // Три века Санкт-Петербурга. Энциклопедия. Т. 1. Осьмнадцатое столетие. Кн. 1. А—М. — СПб.: Издательство СПбГУ, 2001.
- Кутузов Михаил Илларионович // Три века Санкт-Петербурга. Энциклопедия. Т. 1. Осьмнадцатое столетие. Кн. 1. А—М. — СПб.: Издательство СПбГУ, 2001.
- Потёмкин-Таврический Григорий Александрович // Три века Санкт-Петербурга. Энциклопедия. Т. 1. Осьмнадцатое столетие. Кн. 2. Н—Я. — СПб.: Издательство СПбГУ, 2001.
- Суворов Александр Васильевич // Три века Санкт-Петербурга. Энциклопедия. Т. 1. Осьмнадцатое столетие. Кн. 2. Н—Я. — СПб.: Издательство СПбГУ, 2001.

### Статьи
- О социальном составе и боевом опыте офицерского и унтер-офицерского российской армии в XVII веке // Сб. научных трудов «Экономические и социальные проблемы Отечественной истории». — М.-СПб., 1992.
- Офицерский корпус русской армии весной 1824 г. (К вопросу о его боеготовности и социальном составе). Сб. материалов первой международной научной конференции «Элита российского общества XIX — начала XX вв.» // Из глубины веков, 1995, № 4.
- Русские военные историки Ю. Н. Данилов и Н. Н. Головин (Два подхода к истории Первой мировой войны) // Тезисы докладов и сообщений республиканской научной конференции Санкт-Петербурга «Русская эмиграция во Франции 2-я половина XIX — середина XX вв.». — СПб, 1995.
- Русские военные истории Ю. Н. Данилов и Н. Н. Головин (Два подхода к истории Первой мировой войны) // Сб. научных статей «Русская эмиграция во Франции (1850-е — 1950-е)». — СПб., 1995.
- Подлинная история неподлинного стихотворения // Русский текст, 1995, № 3.
- Развитие тактики русской армии в Русско-турецкой войне 1768—1774 гг. // Сб. тезисов республиканской научной конференции «Россия в XVIII веке, войны и внешняя политика, внутренняя политика, экономика, культура». — СПб., 1996.
- «Гербовник» Лукьяна Ивановича Талызина (в соавт. с А. И. Сапожниковым) // Гербовед, 1996, № 12, № 4. — С. 82—94.
- Звание ему иметь Лейб-Регимент // Наше наследие. — М., 1996.
- О создании лейб-регимента // Сб. «Марсово поле», вып. 2. — СПб., 1997.
- Развитие тактики русской армии в Русско-турецкой войне 1768—1774 гг. // Сб. статей «Три столетия Санкт-Петербурга. Взгляд молодых гуманитариев». — СПб., 1997.
- Рецидивы боярского стереотипа поведения у генерал-фельдмаршала графа М. Ф. Каменского «Генералисимуса князя Италийского графа А. В. Суворова-Рымнинского» // Тезисы доклада Международной научной конференции «Поиски исторической психологии», ч. 1. — СПб., 1997.
- Русские военные историки-эмигранты // Сб. научных трудов «Наука и культура русского зарубежья». — СПб., 1997.
- «Неизвестные дворянские родовые гербы в „Гербовнике“ Л. И. Талызина» (в соавт. с А. И. Сапожниковым) // Тезисы доклада на конференции «275 лет Геральдической службы России». — СПб., 1997.
- Влияние античного опыта на развитие военного искусства и военного дела в Новое время // Тезисы материалов Международной научной конференции «Военная археология. Оружие и военное дело в исторической и социальной перспективе». — СПб., 1998.
- История формирования и включения в контекст отечественной культуры социокультурного феномена «Гусарство» // Сообщение в материалах Международной научной конференции «Историзм в культуре». — СПб., 1998.
- Военный элемент в формировании Санкт-Петербурга // Тезисы в сборнике материалов российской научной конференции «Психология Петербурга и петербуржцев за три столетия». — СПб., 1999.
- Август 1914 г. Восточная Пруссия. Генерал Ренненкампф — мир и реальность // Сообщение в сборнике материалов Российской научной конференции «Первая мировая война. История и психология». — СПб., 1999.
- Участие войск Петербургского военного округа в Первой мировой войне (в соавт. с В. К. Усановым) // Доклад в материалах военно-исторической конференции «Роль Петербургского-Петроградского-Ленинградского военного округа в обеспечении безопасности северо-запада России». — СПб, 1999.
- Генерал Ренненкампф. Миф и реальность (август 1914 г., Восточная Пруссия) // Вестник СПбГУКИ, 2005, т. 1. — С. 12—27.
- Размышления на тему… // Зеркало, 2000, № 1. — С. 3—6.
- План войны против Турции, продиктованный А. В. Суворовым инженер-полковнику де-Волану, и развитие содержащихся в нём идей в планах и ходе войн России с Османской империей в XIX столетии // Вестник СПбГУКИ, 2006, т. 1. — С. 6—17.
- Первый шаг Великой войны // Вестник СПбГУКИ, 2012, т. 4. — С. 12—20.
- Гусарская баллада // Новое время, 1997, № 29. — С. 38—39.
- Герой Измаила в доме Бецкого // История Петербурга, 2003, № 4. — С. 87—88.
- Русские военные историки-эмигранты // Труды СПбГАК, 1997, т. 146. — С. 119—129.
- А из нашего окна… // Зеркало, 2004, № 2—3. — С. 18—20.
- История с Кипнисом // Зеркало, 2005, № 2. — С. 5—7.
- Гусарская баллада. Храбрые гусары были славой и гордостью императорской России // Петербургская библиотечная школа, 2003, № 1. — С. 30—33.
- История формирования и включения в контекст отечественной культуры социокультурного феномена «гусарство» // Историзм в культуре. — СПб., 1998. — С. 59—63.
- Посмотрите этот фильм! // Зеркало, 2003, № 1—2. — С. 80—83.